# Protocollo di Montréal

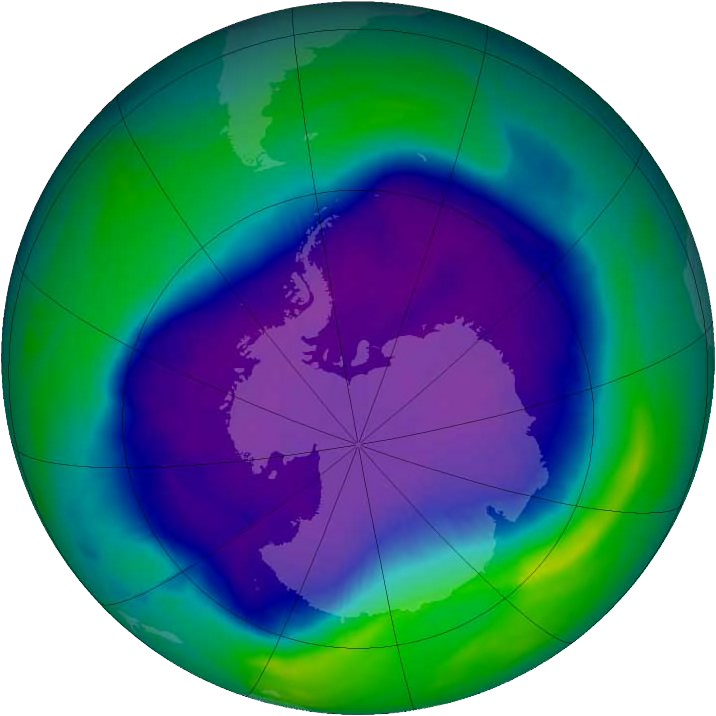
Immagine che mostra la massima espansione del buco dell'ozono sopra l'Antartide (immagine registrata nel settembre del 2006)

Il protocollo di Montréal è un trattato internazionale volto a ridurre la produzione e l'uso di quelle sostanze che minacciano lo strato di ozono, in particolare i gas CFC o clorofluorocarburi. Firmato il 16 settembre 1987, entrato in vigore il 1º gennaio 1989 e sottoposto alle revisioni del 1990 (Londra), 1992 (Copenaghen), 1995 (Vienna), 1997 (Montréal) e 1999 (Pechino), l'ex segretario dell'ONU Kofi Annan ebbe a dichiarare in proposito: "si tratta di un esempio di eccezionale cooperazione internazionale, probabilmente l'accordo  di maggior successo tra nazioni".
La Conferenza delle Parti si riunisce ogni anno in uno dei Paesi aderenti per valutare la validità e l'efficacia del Protocollo stesso. Eventualmente apporta delle modifiche al trattato al fine di mantenerne integra l'efficienza. Ad oggi 197 parti (196 stati più l'Unione Europea) hanno ratificato la convenzione di Vienna e il protocollo di Montreal, rendendoli i primi trattati ad essere universalmente ratificati nella storia delle Nazioni Unite. Il 19 dicembre 2000, in commemorazione della data, l’Assemblea generale delle Nazioni Unite ha promosso l'istituzione della Giornata internazionale per la preservazione dello strato di ozono.

## Dettagli e scopi
Il trattato prende in considerazione le sette categorie di alogenuri alchilici considerati responsabili dei danni allo strato di ozono.
- Tutti i clorofluorocarburi completamente alogenati (CFC) con fino a 3 atomi di carbonio
- Tutti i clorofluorocarburi parzialmente alogenati (HCFC) con fino a 3 atomi di carbonio
- Tutti i clorofluorocarburi bromurati completamente alogenati (HALON) con fino a 3 atomi di carbonio
- Tutti i bromofluorocarburi completamente alogenati (BFC) con fino a 3 atomi di carbonio
- Tutti i bromofluorocarburi parzialmente alogenati (HBFC) con fino a 3 atomi di carbonio.

Per ognuna di queste categorie è previsto un piano di smaltimento o di eliminazione con precise scadenze temporali.
Inoltre il trattato prevede delle limitazioni di produzione di CFC, precisamente:
- Dal 1991 al 1992 i livelli di produzione e consumo delle sostanze del gruppo I annessione A non devono eccedere il 150% rispetto al 1986
- Dal 1994 le medesime non devono eccedere il 25% rispetto al 1986
- Dal 1996 non devono eccedere lo 0% rispetto al 1986
- Messa al bando totale entro il 2030.

Le sostanze del gruppo I allegato A sono:
- CFCl3 (CFC-11)
- CF2Cl2 (CFC-12)
- C2F3Cl3 (CFC-113)
- C2F4Cl2(CFC-114)
- C2F5Cl (CFC-115)

## L'Unione europea e il protocollo di Montréal
L'Unione europea ha reso operativo il protocollo di Montréal nel 1994 con il regolamento CE 3093/94, successivamente abrogato dal CE 2037/00. Tale regolamento anticipa al 2015 la messa al bando totale di produzione ed uso di CFC.
Le prossime tappe europee previste dal Regolamento CE 2037/00 sono:
- dal 1º gennaio 2010 è vietato l'uso di CFC vergini nelle opere di manutenzione delle apparecchiature di refrigerazione d'aria esistenti a tale data;
- dal 1º gennaio 2015 tutti i CFC ed HCFC sono vietati.

## Risultati
Una ricerca svolta da un team NASA e pubblicata all'inizio del 2018 ha mostrato che c'è una correlazione diretta tra la presenza di CFC in atmosfera e la distruzione dell'ozono. La ricerca ha mostrato anche che la costante riduzione dei CFC sopra l'Antartide (nella misura dello 0.8% all'anno) sta portando a una riduzione della distruzione dell'ozono e che quindi il protocollo di Montréal sta funzionando.